# Gerald Okamura
Gerald Okamura (ur. 1940 w Hilo na Hawajach) – amerykański aktor, praktyk sztuk walki.

## Biogram
W 1953 roku zaczął trenować judo. Praktykował także hendo, aikido i taekwondo, pięciokrotnie przyznano mu czarny pas w Kung Fu San Soo.
Jako aktor wystąpił w kilkudziesięciu produkcjach. Wśród popularnych tytułów z jego udziałem znajdują się: Ostry poker w Małym Tokio (Showdown in Little Tokyo, 1991), Hot Shots! 2 (Hot Shots! Part Deux, 1993), Blade: Wieczny łowca (Blade, 1998), G.I. Joe: Czas Kobry (G.I. Joe: The Rise of Cobra, 2009).